# Kazimierz Konstanty Plater
Kazimierz Konstanty Plater herbu Plater hrabia I (ur. 1749, zm. 4 sierpnia 1807) – podkanclerzy litewski z ramienia konfederacji targowickiej, kasztelan trocki w latach 1790–1793, starosta inflancki i dyneburski, wielokrotny konsyliarz Rady Nieustającej, szambelan Stanisława Augusta Poniatowskiego w 1770 roku, rotmistrz kawalerii narodowej, hrabia cesarstwa od 1774, kawaler maltański (w zakonie od 1775 roku), dziedziczny komandor maltański.

## Życiorys
Jako poseł na sejm elekcyjny był elektorem Stanisława Augusta Poniatowskiego z Księstwa Inflanckiego w 1764 roku. Był członkiem konfederacji Sejmu Czteroletniego. Podpisał Konstytucję 3 maja. Sędzia sejmowy z Senatu z Prowincji Wielkiego Księstwa Litewskiego w 1791 roku. Figurował na liście posłów i senatorów posła rosyjskiego Jakowa Bułhakowa w 1792 roku, która zawierała zestawienie osób, na które Rosjanie mogą liczyć przy rekonfederacji i obaleniu dzieła 3 maja. Konsyliarz z Senatu w konfederacji targowickiej. Na sejmie grodzieńskim w 1793 roku został mianowany przez króla Stanisława Augusta Poniatowskiego członkiem deputacji do traktowania z posłem rosyjskim Jakobem Sieversem. 22 lipca 1793 roku podpisał traktat cesji przez Rzeczpospolitą ziem zagarniętych przez Rosję a 25 września cesji ziem zagarniętych przez Prusy w II rozbiorze Polski. Był członkiem konfederacji grodzieńskiej 1793 roku, a także członkiem Komisji Edukacyjnej Wielkiego Księstwa Litewskiego z nominacji konfederacji targowickiej w 1793 roku. Złożył akces do insurekcji kościuszkowskiej.
W 1791 odznaczony Orderem Orła Białego, kawaler Orderu Świętego Stanisława od 1776 roku, kawaler maltański od 1775 roku, w 1787 roku odznaczony rosyjskim Orderem św. Aleksandra Newskiego.
W 1774 roku ufundował tzw. rodzinną komandorię kawalerów maltańskich (typu ius patronatus) na dobrach Kalnik.
Ożenił się z Izabelą z Borchów, córką Jana Andrzeja h. Trzy Kawki. Ich synami byli: Ludwik August, Jan, Michał Zyberg-Plater, Konstanty, Kazimierz, Stanisław i Henryk.